# Nieszkowice (powiat strzeliński)
Nieszkowice – wieś w Polsce położona w województwie dolnośląskim, w powiecie strzelińskim, w gminie Strzelin.

## Podział administracyjny
W latach 1975–1998 miejscowość należała administracyjnie do województwa wrocławskiego.

## Nazwa
W 1475 roku w łacińskich statutach Statuta Synodalia Episcoporum Wratislaviensium miejscowość wymieniona jest w zlatynizowanej formie Nowantczicz.

## Zabytki
Do wojewódzkiego rejestru zabytków wpisane są:
- kościół filialny pw. św. Jana Kantego, z końca XV w., XVIII w., XX w.

Kościół zbudowany w stylu gotyckim, przebudowany w XVIII w, orientowany, murowany, oskarpowany. Wnętrze jednonawowe, z trójbocznym prezbiterium, empory umieszczone z trzech stron nawy, wyposażenie barokowe (ołtarz główny, ambona), prospekt organowy z przełomu XIX i XX w. Dach dwuspadowy, kryty czerwoną dachówką, na kalenicy dachu sygnaturka (nad nawą). W murze wokół kościoła zachowane tablice nagrobne. Do 1945 r. kościół ewangelicki. Obecnie parafia filialna obrządku rzymskokatolickiego. Zabytek po II wojnie dwukrotnie restaurowany (1962 oraz 2010–2012).
- zamek z fosą i mostem, z XVI w.; zbudowany w czasach średniowiecznych, poważnie przebudowany w stylu renesansowym w XVI w., następnie w XVII w., w: XVIII w., odnowiony w pierwszych latach XX w. Zachowały się renesansowe portale okienne i gotycki portal wejściowy.

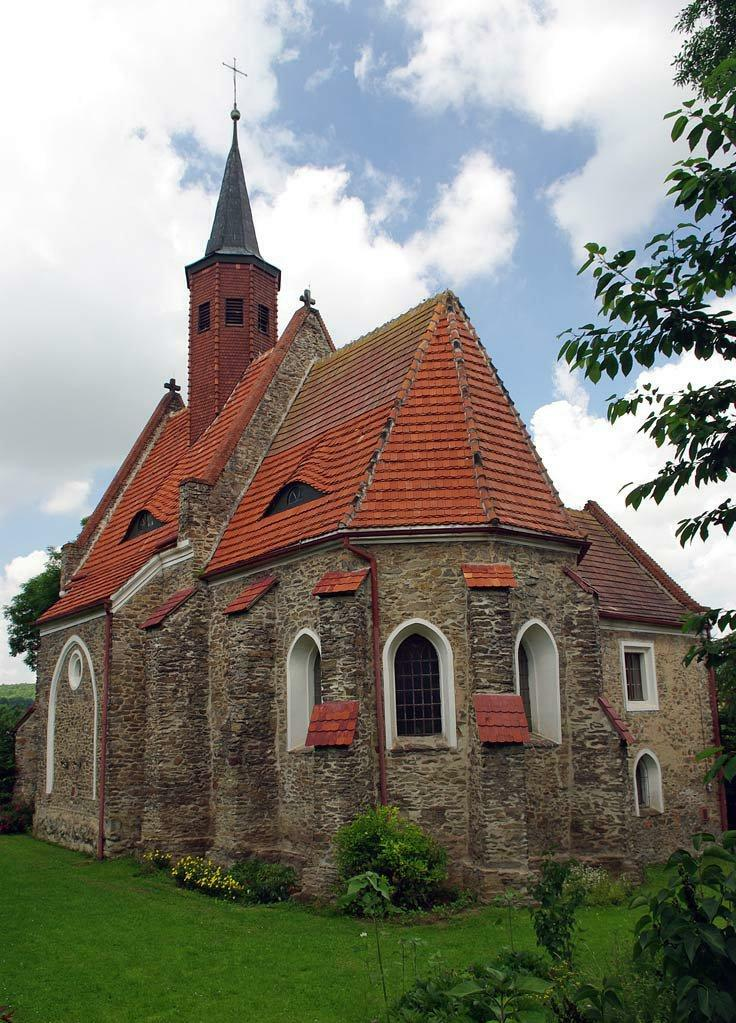
Gotycki Kościół św. Jana Kantego
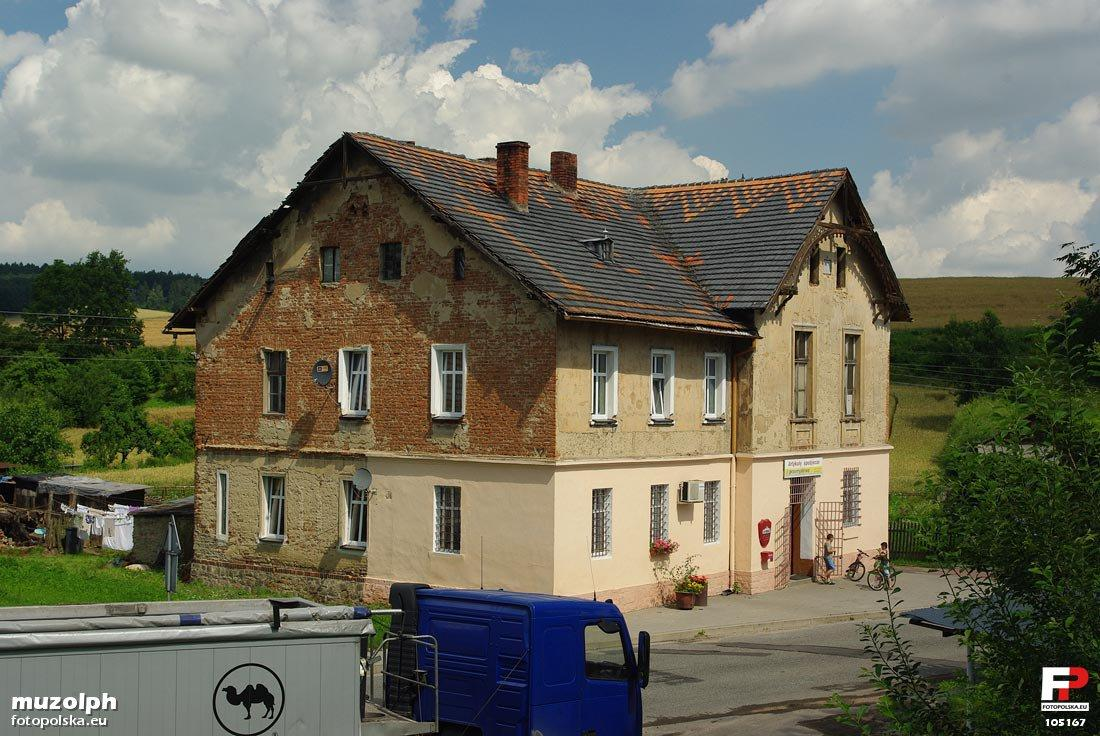
Sklep, przed wojną gospoda
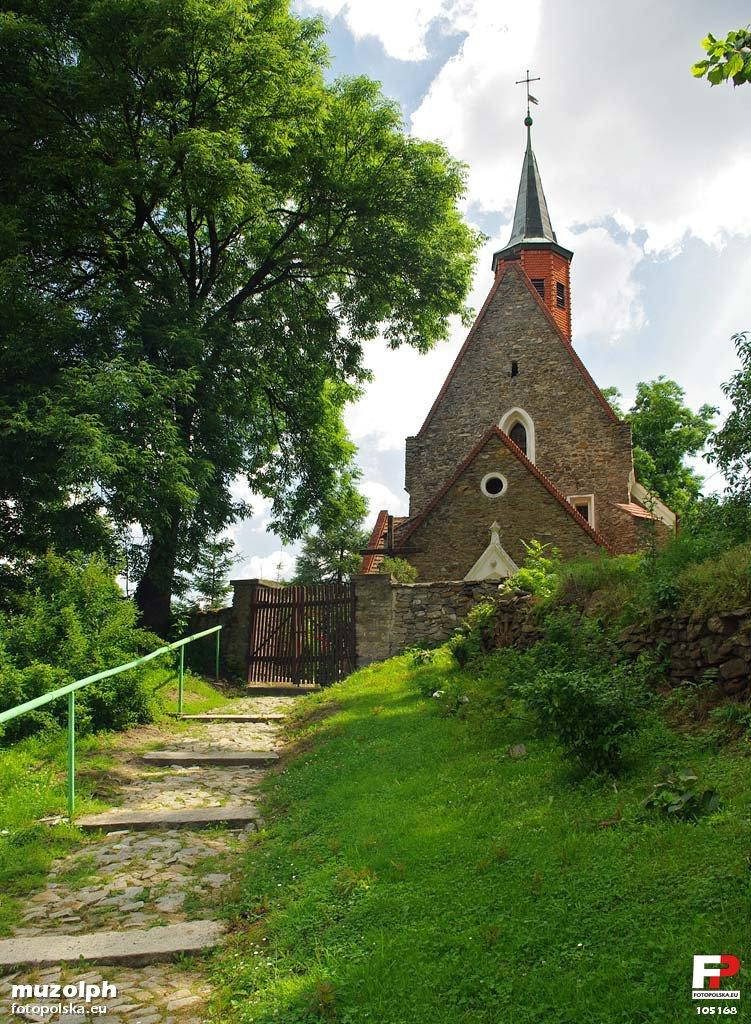
Schody do kościoła
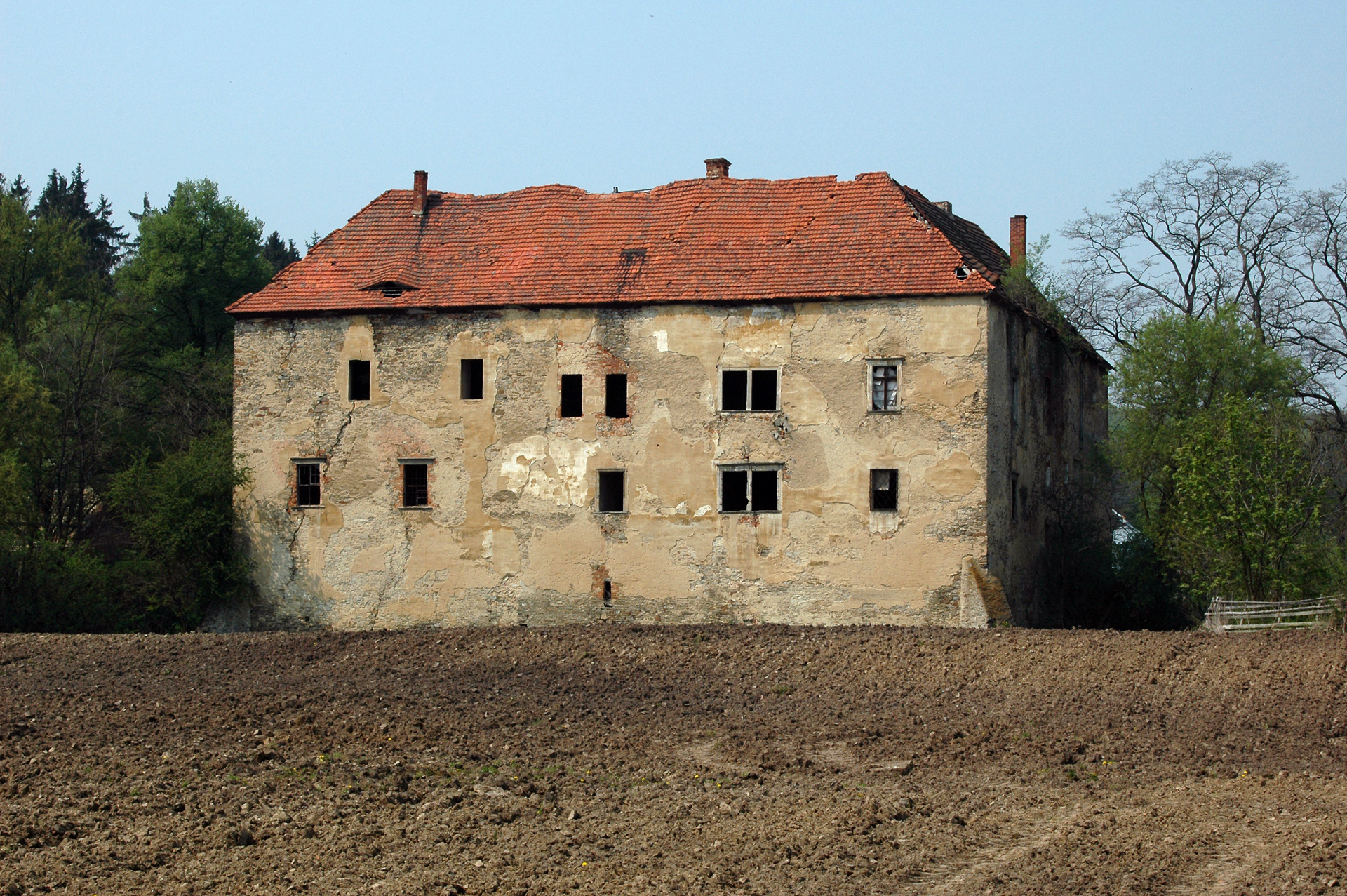
Dwór obronny (zamek) z fosą

## Szlaki turystyczne
droga Szklary-Samborowice
- Jagielno – Przeworno – Gromnik – Biały Kościół – Kazanów – Nieszkowice – Czerwieniec – Kowalskie – Żelowice – Błotnica – Piotrkówek – Ostra Góra – Niemcza – Gilów – Piława Dolna – Góra Parkowa – Bielawa – Kalenica – Nowa Ruda – Tłumaczów – Radków – Pasterka – Karłów – Skalne Grzyby – Batorów – Duszniki-Zdrój – Szczytna – Zamek Leśna – Polanica-Zdrój – Bystrzyca Kłodzka – Igliczna – Międzygórze – Przełęcz Puchacza